# Lojeŭ
Lojeŭ nebo počeštěně Lojev (bělorusky Лоеў, rusky Лоев [Lojev], ukrajinsky Лоєв nebo Лоїв, polsky Łojów, litevsky Lojevas) je sídlo městského typu na jihovýchodě Běloruska v Homelské oblasti, u hranice s Ukrajinou. Je sídlem rajónu a v roce 2010 zde žilo asi 7 tisíc obyvatel.

## Geografie
Lojeŭ se nachází na pravém břehu Dněpru naproti ústí řeky Sož. Po těchto dvou řekách je v těchto místech vedena bělorusko-ukrajinská hranice. Ve městě končí silnice 1. třídy P32 z Rečyce a P125 z Brahina, přechod do Ukrajiny zde není. Severně od města je přívoz přes Dněpr, kterým se lze dostat na jeho levý břeh – jde o nejjižnější běloruské dopravní spojení obou břehů.
Samotný katastr města zahrnuje prakticky jen intravilán, zázemí je tvořeno územím sousední obce Kolpieň (Kaŭpień).
Město je vzdáleno asi 50 km jižně (85 km po silnici) od oblastního centra Homelu a 300 km jihovýchodně od metropole Minsku.

## Historie
Lojev má dlouhou historii, na strategickém vyvýšeném břehu nad soutokem existovalo již mezi 5.–6. stoletím př. n. l. starověké sídlo. Pak zde v 11. století vzniklo hradiště kmene Dregovičů, které patřilo k Černigovskému knížectví. Od 14. století bylo sídlo součástí Kyjevského knížectví v Litevském velkoknížectví. Od této doby zde existoval Lojevský hrad, zaniklý v 18. století. 
V písemných pramenech je poprvé zmiňována roku 1505 jako Loheva Gora, když krymští Tataři překročili Dněpr a obec vypálili. Další známé destruktivní cesty Tatarů se uskutečnily v letech 1506, 1536 a 1538. Na konci 16. století bylo město s hradem připojeno k Starodubskému újezdu Smolenského vojvodství Litevského velkoknížectví. 
Během feudální války v Bělorusku (Chmelnického povstání 1648–1651) došlo u Lojeva k bitvě kozáků a rolníků proti velkoknížecí armádě, a to 31. července 1649, tzv. Bitva pod Lojevem. Během následné války s Republikou obou národů (1654–1667) byl Lojev zdevastován, a v důsledku příměří svatého Ondřeje v roce 1667 zůstal součástí Litevského velkoknížectví Rečického újezdu Minského vojvodství. Od roku 1676 město držel ve vlastnictví N. V. Judický. Jeho dědicům patřilo až do poloviny 19. století, poté jej vlastnili Lošamové a Naruškjevičové.
Od roku 1793 byl po druhém dělení Polska součástí Ruského impéria a zde Rečického újezdu Minské gubernie. V roce 1858 zde vypukly nepokoje rolnické nepokoje, způsobené zavedením nových občanských povinností týkajících se plavení dřeva. Byly potlačeny nasazením 300 vojáků.
Na konci 19. století zde stály dva pravoslavné kostely, katolický kostel a synagoga, každodenně probíhal jarmark. V roce 1897 zde žilo 4 667 obyvatel, stálo 251 statků, 9 mlýnů, 24 obchodů, obchodní úřady, škola a pošta. Na začátku 20. století pracovaly loďařské doky, závod na výrobu okru a olejové lisovny.
V březnu 1918 bylo město obsazeno vojsky Německého císařství, zároveň si ho nárokovala Běloruská lidová republika. V květnu až červenci 1920 jej drželo Polsko. Rižským mírem roku 1921 Lojev připadl bolševickému Rusku (posléze SSSR) a v prosinci 1926 byl začleněn do Běloruské SSR, kde se stal centrem rajónu. V roce 1938 mu byl potvrzen status města.
Za nacistické okupace (1941–1943) byl ve městě provozován podzemní okresní výbor komunistické strany (bolševiků) a LKSMB. Během okupace bylo ve městě zabito asi 1 500 osob. 
Roku 1962 byl Lojev začleněn do zvětšeného Rečického rajónu, ale již roku 1966 byl Lojevský rajón na žádost veteránů partyzánského hnutí obnoven. Zároveň byl postaven 18 metrů vysoký Památník Slávy na počest vojáků 61. a 65. armády, kteří rajón osvobodili.
V květnu 1985 bylo otevřeno Muzeum bitvy o Dněpr s výtvarnou expozicí Velké vlastenecké války.

## Symboly
Dne 27. prosince 2000 byl schválen znak a vlajka města.
Popis znaku — v modrém poli „španělského“ štítu na zelené louce stojí nad třemi vlnami stříbrný Lojevský hrad.
Popis vlajky — obdélníková vlajka s poměrem šířky a délky stran 1:2, skládá se ze dvou vodorovných pruhů: modrého a zeleného. Na přední straně je Lojevský hrad a pod ním jsou tři vlny.

## Průmysl
Ve městě se nacházejí stavební a mlékárenské závody. Konkrétními výrobními závody jsou Lojeŭskij moločnyj zavod (Lojevský mléčný závod). Dalšími je obecní unitární podnik Lojeŭskij kombinat stroiteľnych materialov (Lojebský kombinát stavebních materiálů) a výrobní závod Agrotjechsjervisa.

## Instituce
Ze vzdělávacích institucí působí učitelská škola a hudební škola. Je zde také Dům kultury a několik knihoven.

## Rodáci
- Avraam Avrunin (1869–1957) — izraelský učenec

- Mjenachjem Mjendl Gluskin — rabín Leningradu

- Bronislava Markovna Kurcer (1912–1997) — sovětský patofyziolog

- Mark Iľič Turovskij — novinář

- Natal Vjeniaminovič Cyganov — sovětský politik

- Vadzim Žučkevič (1915–1985) — běloruský geograf, toponymista, tvůrce toponymické školy Běloruska, účastník Velké vlastenecké války